# 小林健二 (国文学者)
小林 健二（こばやし けんじ、1953年 - ）は、日本の国文学者、国文学研究資料館名誉教授。

## 人物
東京都生まれ。1978年國學院大學文学部文学科卒業。1980年同大学院文学研究科修士課程修了。2001年「中世劇文学の研究 能と幸若舞曲」で博士（文学）（大阪大学）取得。国文学研究資料館助手、助教授、研究部教授・総合研究大学院大学教授。2019年定年退任、名誉教授となる。能楽や幸若舞が専門。

## 著書
- 『中世劇文学の研究―能と幸若舞曲』三弥井書店、2001
- 『描かれた能楽　芸能と絵画が織りなす文化史』吉川弘文館、2019

### 共著・共編
- 『慶長五年本節用集･国尽･薬種いろは抄』編）清文堂、1989
- 『大方家所蔵　連歌資料集』編）清文堂、1991
- 『沼名前神社神事能の研究』編著）和泉書院、1995
- 『真銅本「住吉物語」の研究』菊地仁,徳田和夫共著 笠間書院、1996
- 『中世の芸能と文芸』(中世文学と隣接諸学) 編. 竹林舎, 2012